# An Jae-won
An Jae-won (kor. 안재원; ur. 24 kwietnia 1948) – południowokoreański zapaśnik walczący w stylu wolnym. Olimpijczyk z Monachium 1972, gdzie zajął szesnaste miejsce w kategorii do 57 kg.
Srebrny medalista mistrzostw świata w 1970, a także igrzyskach azjatyckich w 1970;

## Letnie Igrzyska Olimpijskie 1972
| Konkurencja      | Rundy eliminacyjne        | Rundy eliminacyjne | Rundy eliminacyjne       | Klas. końcowa |
| Konkurencja      | Przeciwnik I              | Przeciwnik II      | Przeciwnik III           | Miejsce       |
| ---------------- | ------------------------- | ------------------ | ------------------------ | ------------- |
| 57 kg styl wolny | Zbigniew Żedzicki (POL) P | Ernst Hack (AUT) Z | Hideaki Yanagida (JPN) P | 16.           |